# Гуленков, Дмитрий Валентинович
Дмитрий Валентинович Гуленков (22 мая 1968, Москва, РСФСР, СССР) — советский и российский футболист, вратарь.

## Биография
Начинал играть в футбол в родном городе Москве. Воспитанник «ФШМ». Первый тренер Алексей Всеволодович Блинков. Играл также в командах: ФШМ (Москва), СК ЭШВСМ (Москва), «Зоркий» (Красногорск), «Торпедо» (Москва), «Волга» (Тверь), «Пахтакор», «Навбахор» (Наманган), «Таврия» (Симферополь), «Океан» (Находка), «Чань-Синь» (Китай), «Томь» (Томск).
С 2004 года тренер «Металлург» (Красноярск), в 2005 году по приглашению Сергея Лаврентьева начал работу с вратарями 1991 года рождения в детской школе московского «Торпедо». Через несколько месяцев стал тренировать большинство вратарей школы.
В 2009 году покинул ФШМ «Торпедо» из-за конфликта с директором ФШМ Н.Кузьминым, заняв пост вратарского тренера в команде второй лиги «Ника». Воспитанниками Гуленкова являются Сергей Чепчугов, Андрей Лунёв, Алексей Гамидов, Дмитрий Волкотруб из команды «Сатурн-2», Роман Дмитриев, Евгений Пузин.

## Достижения
- Чемпион Украины (1): 1992
- Бронзовый призёр чемпионата Узбекистана (1): 1995
- Обладатель Кубка Узбекистана (1): 1995
- Мастер спорта России, Украины, Узбекистана